# Тейлор, Реджина
Реджина Тейлор (англ. Regina Taylor, род. 22 августа 1960) — американская актриса и драматург, лауреат премии «Золотой глобус».

## Биография
Тейлор родилась в Далласе, штат Техас. В 1981 году она окончила Южный методистский университет, после чего отправилась в Нью-Йорк, где начала актёрскую карьеру на офф-бродвейской сцене. В перерывах между работой на сцене, Тейлор снималась в телевизионных фильмах, получая похвалу от критиков. Её дебют на большом экране был связан с ролью наркозависимой молодой матери в драме 1989 года «Держись за меня».
Тейлор добилась наибольшего успеха, исполнив главную роль в сериале NBC «Я улечу», где она играла роль экономки, после ставшей активистом за гражданские права. Сериал транслировался с 1991 по 1993 год без рейтинговых успехов, несмотря на всеобщее признание критиков. В 1993 году Тейлор выиграла премию «„Золотой глобус“ за лучшую женскую роль в телевизионном сериале — драма». Также она дважды была номинирована на «Эмми» за лучшую женскую роль в драматическом телесериале, будучи лишь одной из нескольких темнокожих актрис, номинированных в ведущей категории на премию.
В 1990-х Тейлор исполнила роли второго плана в кинофильмах «Дело Исайи», «Толкачи», «Семейное дело», «Мужество в бою» и «Переговорщик». Также она сыграла ведущие роли в нескольких сделанных для телевидения фильмах. В 2000-х она вернулась к регулярной работе с ролями в сериалах «Воспитание Макса Бикфорда» (2001—2002) и «Отряд «Антитеррор»» (2006—2009).
В дополнение к актёрской карьере, Тейлор является сценаристом. Она создала ряд постановок для Бродвея, офф-Бродвея и региональных сцен. Она стала первой чернокожей актрисой, которая исполнила роль Джульетты в пьесе «Ромео и Джульетта». Она также выступала в таких постановках как «Как вам это понравится», «Макбет» и «Буря».

## Фильмография
| Год       | Название на русском        | Название на английском        | Роль                       | Примечания |
| --------- | -------------------------- | ----------------------------- | -------------------------- | --- |
| 1980      |                            | Nurse                         | Unknown                    | |
| 1981      | Кризис в Централ-Хай       | Crisis at Central High        | Minniejean Brown           | Телевизионный фильм |
| 1989      | Держись за меня            | Lean on Me                    | Mrs. Carter                | |
| 1991      | Закон и порядок            | Law & Order                   | Evelyn Griggs              | Эпизод: «Mushrooms» |
| 1991—1993 | Я улечу                    | I’ll Fly Away                 | Lilly Harper               | Регулярная роль, 38 эпизодов Премия «Золотой глобус» за лучшую женскую роль в телевизионном сериале — драма (1993) NAACP Image Award за лучшую женскую роль в драматическом сериале Viewers for Quality Television Award за лучшую женскую роль в драматическом сериале (1992—93) Номинация — Премия «Эмми» за лучшую женскую роль в драматическом телесериале (1992—93) |
| 1992      | Девушка из Джерси          | Jersey Girl                   | Rosie                      | |
| 1993      | Я улечу: Тогда и теперь    | I’ll Fly Away: Then and Now   | Lilly Harper               | Телевизионный фильм |
| 1994      | Закон и порядок            | Law & Order                   | Sarah Maslin               | Эпизод: «Virtue» |
| 1995      | Дети праха                 | Children of the Dust          | Drusilla                   | Телевизионный фильм Номинация — NAACP Image Award за лучшую женскую роль в мини-сериале или телефильме |
| 1995      | Дело Исайи                 | Losing Isaiah                 | Gussie                     | |
| 1995      | Толкачи                    | Clockers                      | Iris Jeeter                | Номинация — NAACP Image Award за лучшую женскую роль второго плана в кинофильме |
| 1995      | Хранитель                  | The Keeper                    | Angela Lamont              | |
| 1996      | Семейное дело              | A Family Thing                | Ann                        | |
| 1996      | Мужество в бою             | Courage Under Fire            | Meredith Serling           | Номинация — NAACP Image Award за лучшую женскую роль второго плана в кинофильме |
| 1997      | Потеря духа                | Spirit Lost                   | Willy                      | |
| 1997      | Враждебные воды            | Hostile Waters                | Lieutenant Curtis          | Телевизионный фильм |
| 1997      | Третий близнец             | The Third Twin                | Sergeant Michelle Delaware | Телевизионный фильм |
| 1998      | Переговорщик               | The Negotiator                | Karen Roman                | |
| 1999      | Странное правосудие        | Strange Justice               | Anita Hill                 | Телевизионный фильм Номинация — Премия «Спутник» за лучшую женскую роль в мини-сериале или телефильме Номинация — Black Reel Award за лучшую женскую роль в мини-сериале или телефильме |
| 2000      | Отважная Кора              | Cora Unashamed                | Cora Jenkins               | Телевизионный фильм Номинация — Black Reel Award за лучшую женскую роль в мини-сериале или телефильме |
| 2001-2002 | Воспитание Макса Бикфорда  | The Education of Max Bickford | Judith Bryant              | Регулярная роль, 22 эпизода |
| 2006-2009 | Отряд «Антитеррор»         | The Unit                      | Molly Blane                | Регулярная роль, 69 эпизодов NAACP Image Award за лучшую женскую роль в драматическом сериале (2008) Номинация — NAACP Image Award за лучшую женскую роль в драматическом сериале (2007) |
| 2006      | Из ночи                    | In From the Night             | Dr. A. Gardner             | Телевизионный фильм |
| 2008      | Анатомия страсти           | Grey’s Anatomy                | Greta                      | Эпизод: «Losing My Mind» |
| 2010      | Кто такой Кларк Рокфеллер? | Who Is Clark Rockefeller?     | Megan Norton               | Телевизионный фильм |
| 2015      | Раскопки                   | Dig                           | Ruth Lidell                | Регулярная роль, 10 эпизодов |